# Beta-fruktofuranozidaza
Beta-fruktofuranozidaza (EC 3.2.1.26, invertaza, saharaza, glukozukraza, beta-h-fruktozidaza, beta-fruktozidaza, invertin, sukraza, maksinvert L 1000, fruktozilinvertaza, alkalna invertaza, kiselinska invertaza) je enzim sa sistematskim imenom beta-D-fruktofuranozid fruktohidrolaza. Ovaj enzim katalizuje sledeću hemijsku reakciju
hidroliza terminalnih, neredukujućih beta-D-fruktofuranozidnih ostataka u beta-D-fruktofuranozidima
Saharoza je supstrat. Ovaj enzim takođe katalizuje reakciju fruktotransferaze.

## Spoljašnje veze
- Beta-fructofuranosidase на 